# Средни дел
Средни дел (на сръбски: Средњи Дел или Srednji Del) е село в Югоизточна Сърбия, Пчински окръг, Град Враня, община Враня.

## География
Селото се намира в планински район. По своя план то е пръснат тип селище, съставено от махали и отделни къщи. Отстои на 20 км югоизточно от общинския и окръжен център Враня, на 9,2 км северозападно от село Стара Брезовица, на 3,5 км северно от село Барелич и на юг от село Дуга Лука.

## История
По време на Първата световна война селото е във военновременните граници на Царство България, като административно е част от Вранска околия на Врански окръг.

## Население
Според преброяването на населението от 2011 г. селото има 48 жители.

### Етнически състав
Данните за етническия състав на населението са от преброяването през 2002 г.
- сърби – 90 жители (100%)